# Epitausa tripunctifera
Epitausa tripunctifera là một loài bướm đêm trong họ Erebidae.